# Jhonny Hendrix Hinestroza
Jhonny Hendrix Hinestroza (Quibdó, 12 de octubre de 1975) es un director y productor de cine colombiano, reconocido por dirigir las películas Chocó (2011), Saudó, laberinto de almas (2016) y Candelaria (2017), además de su extensa carrera como productor.

## Carrera
Hinestroza nació en la ciudad de Quibdó el 12 de octubre de 1975. La mayor parte de su carrera la ha desempeñado en la ciudad de Cali, Valle del Cauca. Tras cursar estudios de Comunicación Social, en el año 2003 creó la empresa cinematográfica Antorcha Films. Tras producir algunos cortometrajes, en 2006 ejerció como jefe de producción en el largometraje Perro come perro de Carlos Moreno. La cinta se convirtió en un éxito de crítica y fue exhibida en una gran cantidad de importantes eventos a nivel internacional. Un año después asumió el rol de productor ejecutivo en la película del director alemán Tom Schreiber Doctor Alemán. Continuó produciendo películas como Hiroshima (2009) y Patas arriba (2011), antes de dirigir y escribir su primer largometraje, Chocó. La película puso en el plano internacional al departamento del Chocó al ser exhibida en la edición número 62 del Festival internacional de Cine de Berlín.
En 2014 se desempeñó como coproductor de El confidente, documental dirigido por Luis Villegas. Saudó, laberinto de almas fue su siguiente proyecto como director. Para este largometraje de suspenso y terror, el director utilizó nuevamente los paisajes de su natal Chocó para desarrollar la historia. Un año después dirigió Candelaria, largometraje ambientado en Cuba que narra el despertar sexual de una pareja de avanzada edad.

## Filmografía seleccionada

### Como productor
- 2006 - Fragmentos fundamentales
- 2006 - 2:10
- 2008 - Doctor Alemán
- 2009 - Hiroshima
- 2011 - En coma
- 2011 - Patas arriba
- 2012 - Chocó
- 2012 - Sin otoño, sin primavera
- 2013 - Deshora
- 2013 - Anina
- 2016 - Saudó, laberinto de almas
- 2017 - Candelaria
- 2018 - Being Impossible

### Como director
- 2012 - Chocó
- 2016 - Saudó, laberinto de almas
- 2017 - Candelaria

## Premios y reconocimientos
Festival Internacional de Cine de Venecia
| Año  | Categoría               | Trabajo nominado | Resultado |
| ---- | ----------------------- | ---------------- | --------- |
| 2017 | Premio Giorni di autori | Candelaria       | Ganador   |